# جامع كراي خان

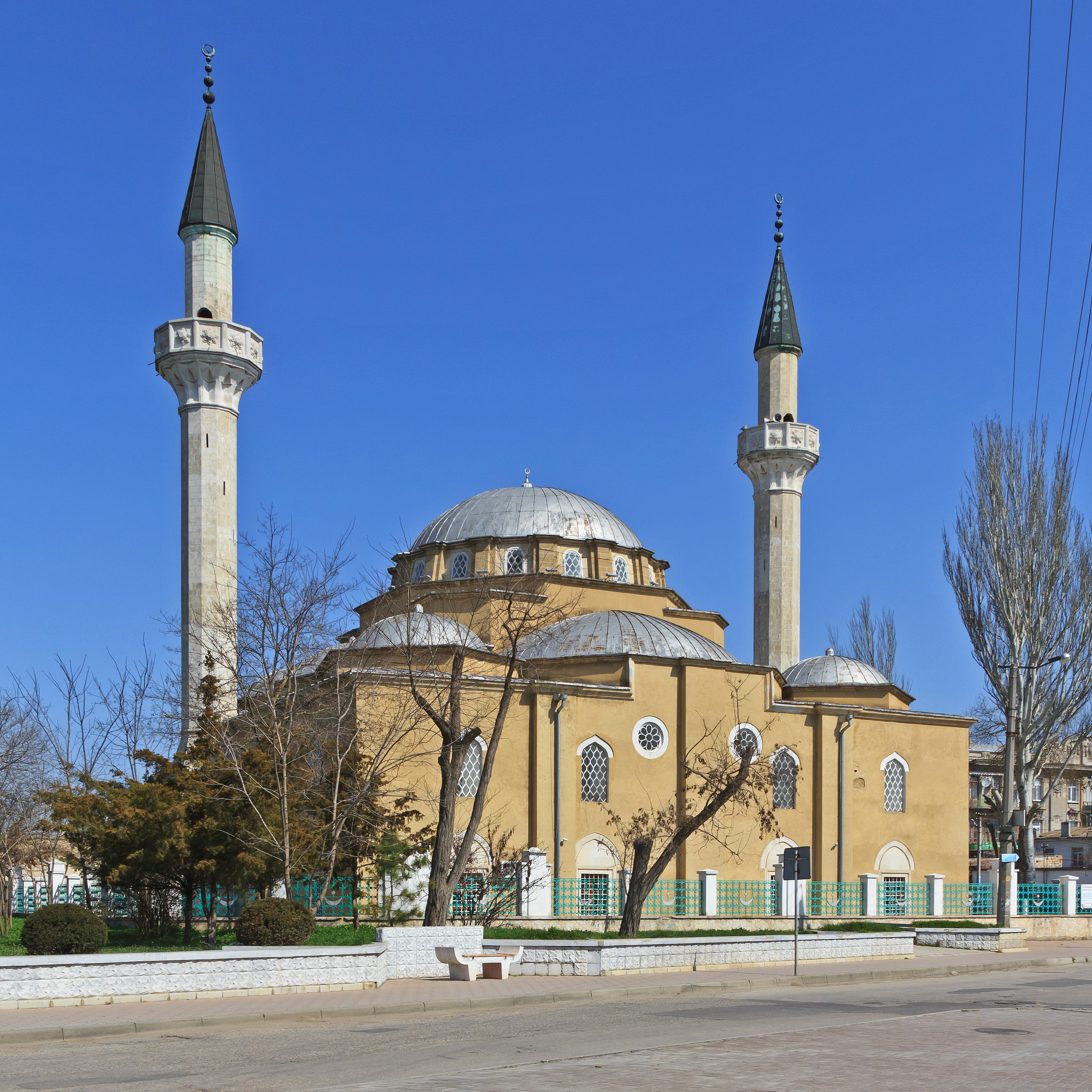
خان جامعي

جامع كراي خان (بالتترية القرمية: Giray Han Camii) أو جامع جمعة خان (بالتترية القرمية: Cuma Han Camii) أو جامع الجمعة (بالتترية القرمية: Cuma Cami)؛ هو مسجد جامع بمدينة إيفباتوريا (كوزلوه) بشبه جزيرة القرم. صممه المعماري العثماني الشهير معمار سنان وأنشئ بين عامي 1552 و1564، يعد أكبر وأعظم مساجد شبه جزيرة القرم، ومن أعظم المباني التي أقيمت في روسيا وفقًا لهندسة المعمار الإسلامي، وله أربعة عشر قبة.

## تاريخه
كلف الخان المغولي خان دولت الأول كراي المعماري العثماني معمار سنان بتشييده سنة 1552، واستغرق بناؤه أعوامًا طويلة لانشغال سنان بإنشاء جامع السليمانية في الآستانة في الوقت ذاته، إلى جانب نقص النفقات بسبب خوض خانية القرم الحرب ضد روسيا القيصرية بقيادة إيفان الرهيب.
دُفن في هذا المسجد عدد من الضباط المصريين الذين قضوا نحبهم في حرب القرم التي دارت بين عامي 1853 و1855، ومنهم الفريق سليم فتحي باشا ـ قائد القوات البرية المصرية في تلك الحرب ـ وأمير الألاي علي بك وأمير الألاي محمد رستم بك.

## معرض الصور

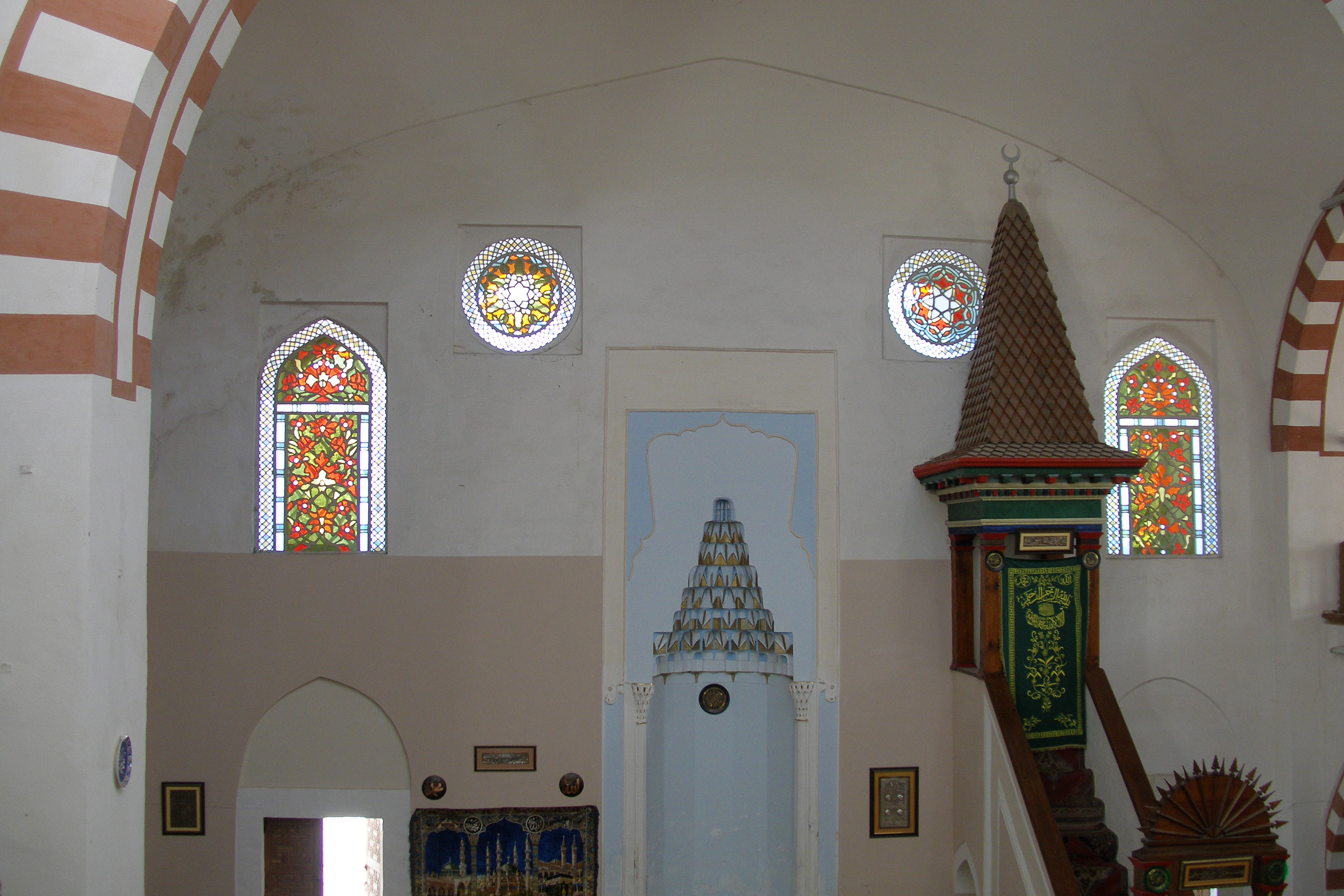
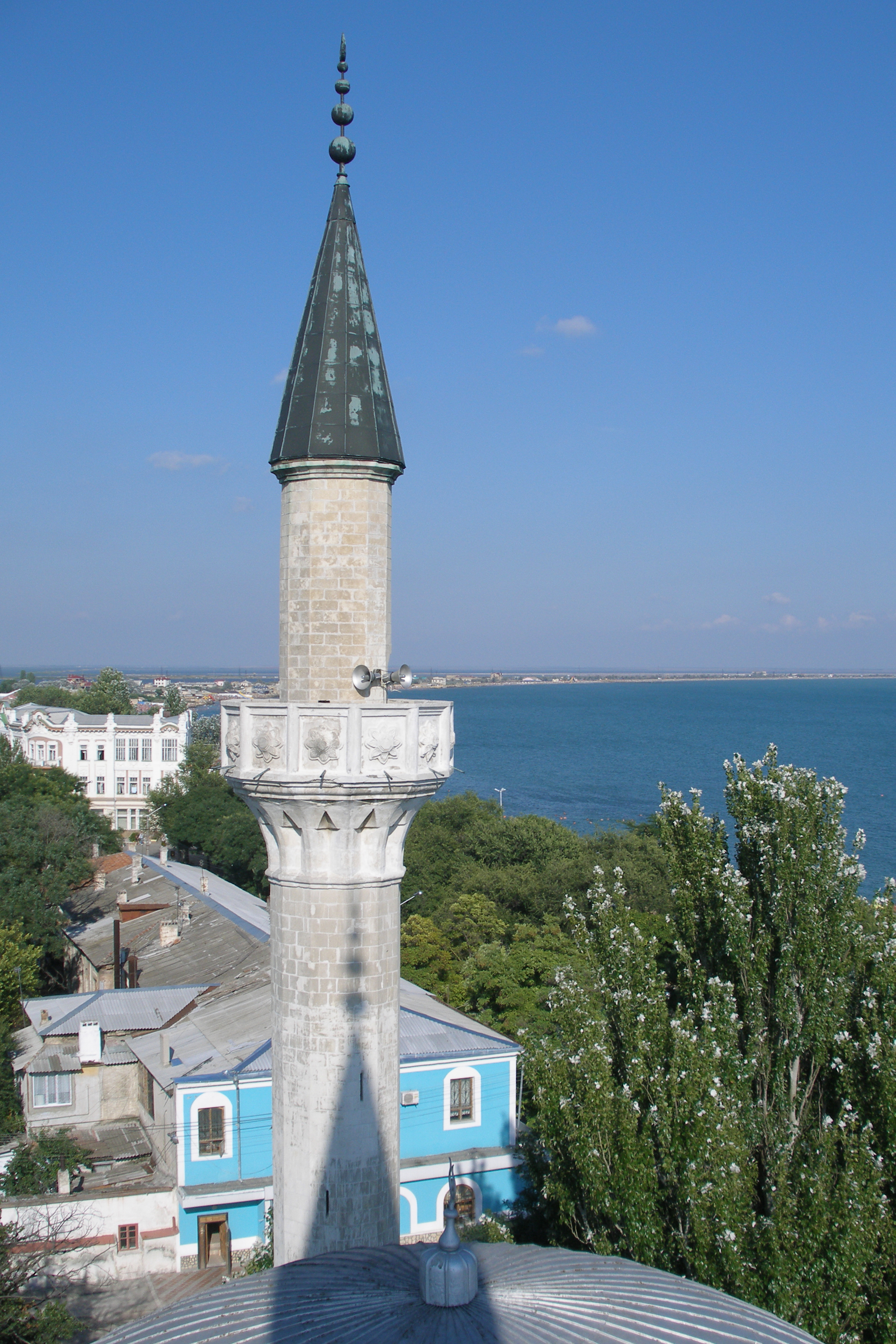
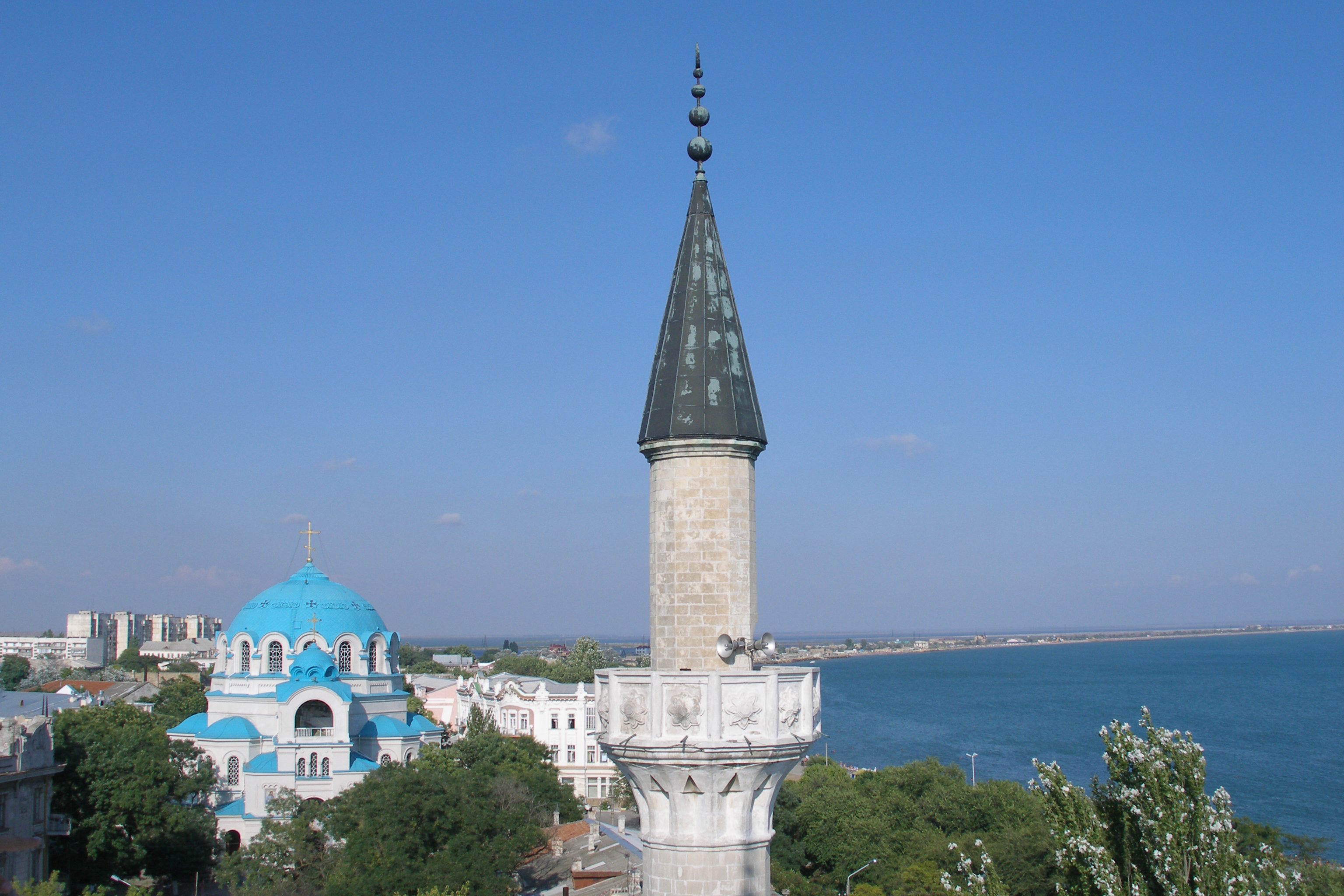